# Воложинский район
Воло́жинский райо́н (бел. Валожынскі раён) — административная единица на западе Минской области Республики Беларусь. Административный центр — город Воложин.
Численность населения — 33 270 человек (на 1 января 2025 года).

## Административное устройство
18 декабря 2009 года упразднены Бобровичский, Забрезский, Подберёзский, Сугвоздовский сельсоветы. 28 июня 2013 года упразднены Богдановский, Залесский, Пряльнинский, Саковщинский, Узболотский и Яршевичский сельсоветы.
В районе 7 сельсоветов:
- Вишневский
- Воложинский
- Городьковский
- Дорский
- Ивенецкий
- Першайский
- Раковский

Упразднённые сельсоветы:
- Бобровичский
- Богдановский
- Забрезский
- Залесский
- Подберёзский
- Пряльнинский
- Саковщинский
- Сугвоздовский
- Узболотский
- Яршевичский

## География
Площадь 1916,78 км². На севере, востоке и юге район граничит с Молодечненским, Минским, Дзержинским, и Столбцовским районами Минской области, на западе и севере-западе — с Ивьевским, Ошмянским и Сморгонским районами Гродненской области.
Рельеф района преимущественно холмистый. На востоке района располагается часть Минской возвышенности (наивысшая точка — гора Маяк, 335 м), на севере — небольшая часть Ошмянской возвышенности, на юго-западе — заболоченная Нёманская низменность. Имеются крупное Березинское месторождение песчано-гравийного материала (14,3 млн м³), небольшие месторождения торфа и кирпичных глин.
Основные реки — Западная Березина, её притоки Ольшанка и Ислочь. 37,1% территории района покрыто лесом.  Около 2/3 площади леса заняты хвойными деревьями, из лиственных пород распространены берёза, ольха, осина, дуб.

### Природа

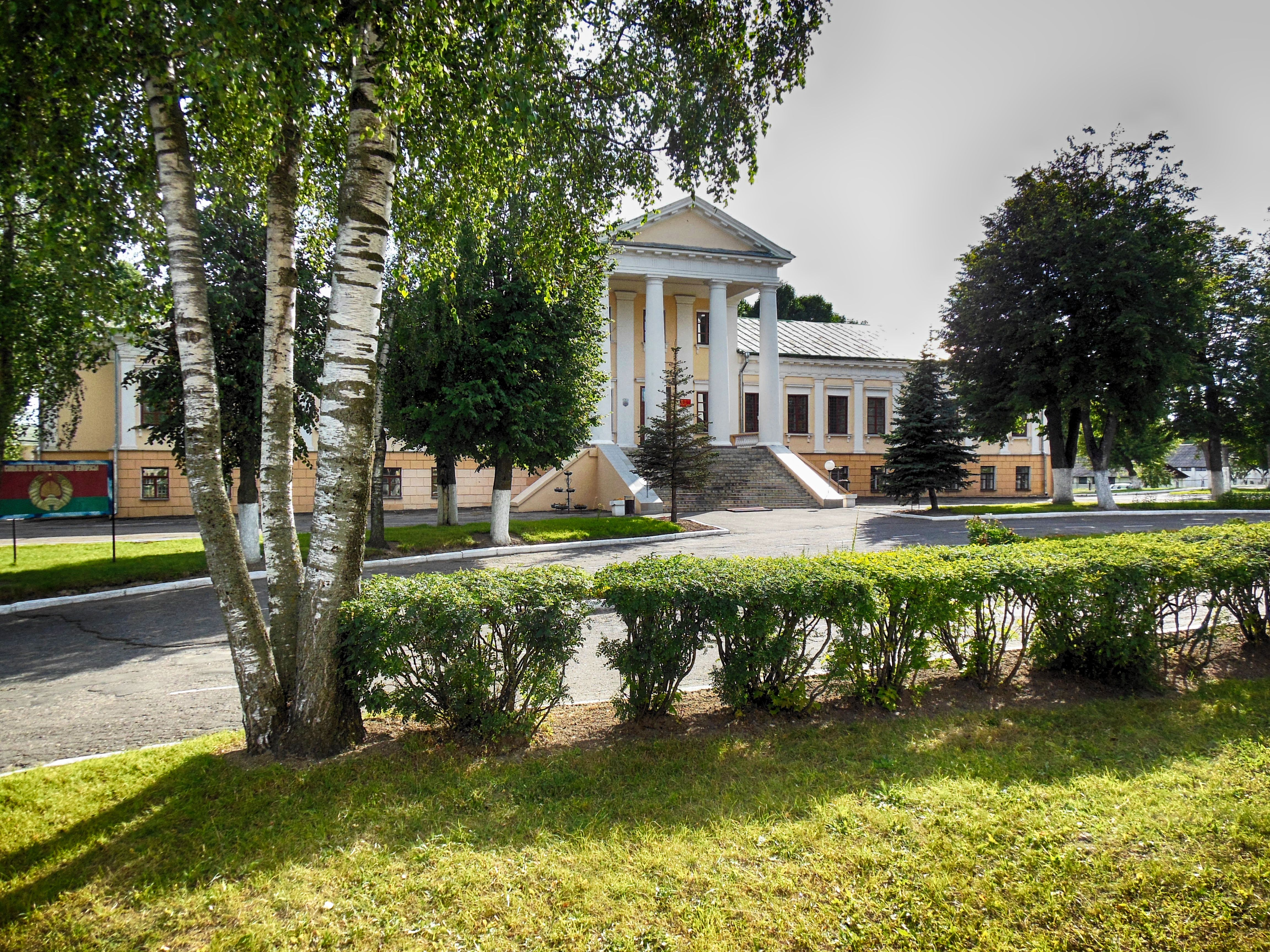
Дворец Тышкевичей в Воложин

На территории района расположена Налибокская пуща. 

## История
В 1921—1939 годах — в Воложинском повете Новогрудского воеводства Польши. Воложинский район образован 15 января 1940 года. В 1940—1944 годах район входил в состав Барановичской области, в 1944—1960 годах — в состав Молодечненской области, с 1960 года — в Минской области.
20 января 1960 года в состав Воложинского района переданы 4 сельсовета (Гиревичский, Петровщинский, Раковский и Яршевичский) упразднённого Радошковичского района, а Богдановский сельсовет был передан из Воложинского района в Ивьевский район Гродненской области. 
17 апреля 1962 года в состав района были переданы 2 сельсовета и несколько населённых пунктов упразднённого Ивенецкого района. 
25 декабря 1962 года Воложинский район был упразднён, большая часть его территории передана Молодечненскому району, а 3 сельсовета и городской посёлок Ивенец — Столбцовскому району. 6 января 1965 года район был образован повторно, причём ему была передана также часть Богдановского сельсовета Ивьевского района.
20 октября 1995 года административные единицы Воложинский район и город Воложин, имеющие общий административный центр, объединены в одну административную единицу — Воложинский район.
В 2016 году утвержден официальный природный символ Воложинского района — Зимородок.

## Геральдика
Герб утверждён решением Воложинского районного исполнительного комитета от 15 июня 1998 года № 9. Зарегистрирован в Гербовом матрикуле Республики Беларусь 22 июня 1998 года № 17.
Флаг учреждён Указом Президента Республики Беларусь от 1 декабря 2011 года № 564 и зарегистрирован в Государственном геральдическом регистре Республики Беларусь 5 декабря 2011 года № Б-205. Утверждён решением Воложинского районного исполнительного комитета от 22 января 2009 года № 46.

## Демография
Численность населения — 33 270 человек (на 1 января 2025 года), в том числе городское (Воложин 9 923 человек, Ивенец 3 805 человек) — 13 728 человек, сельское — 19 542 человек.
Население района составляет 33 750 человек, в том числе в городских условиях проживают около 14 522 человек (на 1 января 2023 года) — 10 064 человек в Воложине и 3 874 человек в Ивенце.
В 2018 году 17,1% населения района было в возрасте моложе трудоспособного, 50,4% — в трудоспособном, 32,5% — старше трудоспособного. Ежегодно в Воложинском районе рождается 360—460 детей и умирает 630—900 человек. Уровень рождаемости — 10,9 на 1000 человек в 2017 году, уровень смертности — 19,1. Наблюдается естественная убыль населения, и ежегодно численность населения уменьшается на 200—500 человек по естественным причинам (в 2017 году — -274 человека, или -8,2 на 1000 человек ). В 2017 году в Воложинском районе было заключено 197 браков (5,9 на 1000 человек) и 77 разводов (2,3); уровень разводов самый низкий в Минской области.
| Численность населения (по годам) | Численность населения (по годам) | Численность населения (по годам) | Численность населения (по годам) | Численность населения (по годам) | Численность населения (по годам) | Численность населения (по годам) | Численность населения (по годам) | Численность населения (по годам) | Численность населения (по годам) | Численность населения (по годам) |
| 1969                             | 1996                             | 2001                             | 2002                             | 2003                             | 2004                             | 2005                             | 2006                             | 2007                             | 2008                             | 2009                             |
| -------------------------------- | -------------------------------- | -------------------------------- | -------------------------------- | -------------------------------- | -------------------------------- | -------------------------------- | -------------------------------- | -------------------------------- | -------------------------------- | -------------------------------- |
| 74 700                           | ▼51 000                          | ▼45 971                          | ▼44 847                          | ▼43 646                          | ▼42 683                          | ▼41 808                          | ▼40 783                          | ▼39 841                          | ▼38 930                          | ▼38 341                          |
| 2010                             | 2011                             | 2012                             | 2013                             | 2014                             | 2015                             | 2016                             | 2017                             | 2018                             | 2019                             | 2020                             |
| ▼37 307                          | ▼36 544                          | ▼35 695                          | ▼35 110                          | ▼34 519                          | ▼34 061                          | ▼33 637                          | ▼33 319                          | ▼33 179                          | ▼33 028                          |                                  |
| 2021                             | 2022                             | 2023                             | 2024                             | 2025                             |                                  |                                  |                                  |                                  |                                  |                                  |
|                                  |                                  | ▲33 750                          |                                  | ▼33 270                          |                                  |                                  |                                  |                                  |                                  |                                  |

| Национальный состав по переписи населения 2009 года | Национальный состав по переписи населения 2009 года | Национальный состав по переписи населения 2009 года | Национальный состав по переписи населения 2009 года | Национальный состав по переписи населения 2009 года | Национальный состав по переписи населения 2009 года | Национальный состав по переписи населения 2009 года | Национальный состав по переписи населения 2009 года | Национальный состав по переписи населения 2009 года |
| Народ                                               | Всего                                               | Всего                                               | г. Воложин                                          | г. Воложин                                          | г.п. Ивенец                                         | г.п. Ивенец                                         | сельское                                            | сельское                                            |
| Народ                                               | чел.                                                | %                                                   | чел.                                                | %                                                   | чел.                                                | %                                                   | чел.                                                | %                                                   |
| --------------------------------------------------- | --------------------------------------------------- | --------------------------------------------------- | --------------------------------------------------- | --------------------------------------------------- | --------------------------------------------------- | --------------------------------------------------- | --------------------------------------------------- | --------------------------------------------------- |
| Белорусы                                            | 33 089                                              | 88,14%                                              | 9896                                                | 93,73%                                              | 2701                                                | 62,52%                                              | 20 492                                              | 90,41%                                              |
| Поляки                                              | 2782                                                | 7,41%                                               | 95                                                  | 0,9%                                                | 1371                                                | 31,74%                                              | 1316                                                | 5,81%                                               |
| Русские                                             | 1197                                                | 3,19%                                               | 426                                                 | 4,03%                                               | 179                                                 | 4,14%                                               | 592                                                 | 2,61%                                               |
| Украинцы                                            | 242                                                 | 0,64%                                               | 94                                                  | 0,89%                                               | 39                                                  | 0,9%                                                | 109                                                 | 0,48%                                               |
| Молдаване                                           | 26                                                  | 0,07%                                               | 4                                                   | 0,04%                                               | 2                                                   | 0,05%                                               | 20                                                  | 0,09%                                               |
| Азербайджанцы                                       | 20                                                  | 0,05%                                               | 0                                                   | 0                                                   | 0                                                   | 0                                                   | 20                                                  | 0,09%                                               |
| Армяне                                              | 18                                                  | 0,05%                                               | 1                                                   | 0,01%                                               | 1                                                   | 0,02%                                               | 16                                                  | 0,07%                                               |
| Татары                                              | 17                                                  | 0,05%                                               | 2                                                   | 0,02%                                               | 2                                                   | 0,05%                                               | 13                                                  | 0,06%                                               |
| Литовцы                                             | 16                                                  | 0,04%                                               | 6                                                   | 0,06%                                               | 3                                                   | 0,07%                                               | 7                                                   | 0,03%                                               |
| Евреи                                               | 12                                                  | 0,03%                                               | 8                                                   | 0,08%                                               | 3                                                   | 0,07%                                               | 1                                                   | 0,06%                                               |

Также в 1931 году в Воложинском повяте проживало 115 522 человека, из них поляки-67%, белорусы-28%, евреи-4%
|                                               | 2010  | 2011  | 2012 | 2013 | 2014 | 2015 | 2016 | 2017 |
| --------------------------------------------- | ----- | ----- | ---- | ---- | ---- | ---- | ---- | ---- |
| Рождаемость (на 1000 человек)                 | 11    | 11    | 12,1 | 12,4 | 12,7 | 11,4 | 13,6 | 10,9 |
| Смертность (на 1000 человек)                  | 23,8  | 23,1  | 22,1 | 21,4 | 19,3 | 19,1 | 20,6 | 19,1 |
| Естественный прирост (на 1000 человек)        | -12,8 | -12,1 | -10  | -9   | -6,6 | -7,7 | -7   | -8,2 |
| Естественный прирост (в абсолютном выражении) | -473  | ...   | ...  | -315 | -226 | -262 | -232 | -274 |
| Миграционный прирост (в абсолютном выражении) | -290  | ...   | ...  | -276 | -232 | -162 | -86  | +134 |

## Экономика
Средняя зарплата работников в Воложинском районе составила 76% от среднего уровня по Минской области.
Выручка от реализации продукции, товаров, работ, услуг за 2017 год составила 246 млн рублей (около 123 млн долларов), в том числе 105 млн рублей пришлось на сельское, лесное и рыбное хозяйство, 63,6 млн на промышленность, 16,7 млн на строительство,  42 млн на торговлю и ремонт, 18,7 млн на прочие виды экономической деятельности.

### Промышленность
Крупнейшие промышленные предприятия — СП ОАО «Ивкон» (кондитерская фабрика; посёлок Ивенец), ОАО «Воложинский льнокомбинат» (первичная переработка льна), ОАО «Воложинская райагропромтехника», ОАО «Ивенецкий завод художественной керамики». Действует также Воложинский филиал ОАО «Молодечненский молочный комбинат», производящий несколько десятков наименований молочной продукции.

### Сельское хозяйство
В 2017 году сельскохозяйственные организации района собрали 64,6 тыс. т зерновых и зернобобовых культур при урожайности 28 ц/га (средняя по области — 35 ц/га), 528 т льноволокна при урожайности 5,6 ц/га (средняя по области — 7,8 ц/га), 83,6 тыс. т сахарной свёклы при урожайности 332 ц/га (средняя по области — 522 ц/га).
В 2017 году сельскохозяйственные организации района реализовали 15 тыс. т мяса скота и птицы и произвели 54,2 тыс. т молока (средний удой — 4437 кг). На 1 января 2018 года в сельскохозяйственных организациях района содержалось 35,6 тыс. голов крупного рогатого скота, в том числе 12,2 тыс. коров. Птицефабрики Воложинского района в 2017 году произвели 5 млн яиц.
В Воложинском районе расположен СПК «Першаи—2003» — одно из четырёх предприятий в Республике Беларусь, специализирующихся на разведении крупного рогатого скота мясных пород.

## Транспорт
Через район проходят автомобильные дороги республиканского значения «Минск—Гродно» и «Минск—Лида».
Пассажирские перевозки в районе осуществляет филиал "Автомобильный парк № 14" ОАО "Миноблавтотранс". Также на территорию района заходят несколько пригородных маршрутов ГП "Минсктранс" (гор. Минск).

## Здравоохранение
В 2016 году в организациях Министерства здравоохранения Республики Беларусь, расположенных на территории района, работало 82 практикующих врача (24,6 на 10 тысяч человек) и 318 средних медицинских работников (95,4 на 10 тысяч человек). В больницах насчитывалась 281 койка (84,3 на 10 тысяч человек).
У Воложинской центральной районной больницы имеется 2 территориальных отделения — Раковская участковая больница и Ивенецкая горпоселковая больница. Действуют также 13 фельдшерско-акушерских пунктов и 5 врачебных амбулаторий.

## Образование
В 2017/2018 учебном году в районе действовало 18 учреждений дошкольного образования, которые обслуживали 1137 детей, и 17 учреждений общего среднего образования, в которых обучалось 3429 детей. Учебный процесс обеспечивало 568 учителей.
В Воложине действует сельскохозяйственный колледж (ранее-профессиональный лицей; сельское ПТУ № 208).

## Культура

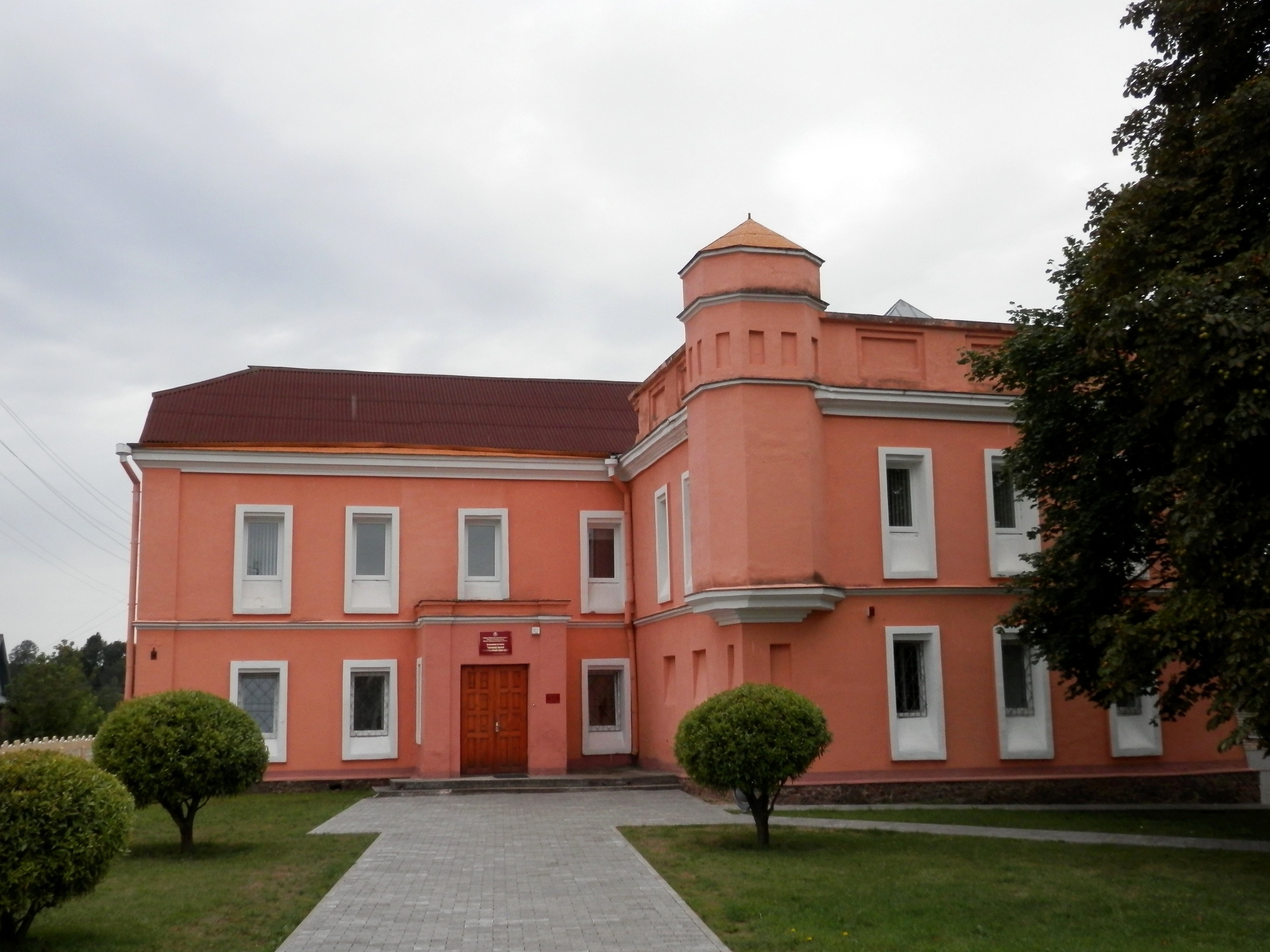
Ивенецкий музей традиционной культуры

В 2017 году публичные библиотеки района посетили 13,7 тыс. человек, которым было выдано 236,8 тыс. экземпляров книг и журналов. В 2017 году в районе  действовало 14 клубов. 
В районе действуют два государственных музея — Воложинский краеведческий музей и Ивенецкий музей традиционной культуры (основан в 1957 году как мемориальный музей Феликса Дзержинского). В 2016 году их посетили 10,2 и 20,6 тысяч человек соответственно.
Также на территории района расположены:
- Этнографический музей Феликса Янушкевича в агрогородке Раков
- Эко-музей "Мир пчёл" в деревне Борок Раковского сельсовета
- Музей в честь Симона Будного и типографии XVI века в деревне Лоск
- Дом-музей народного мастера, резчика по дереву и художника Аполлинария Флориановича Пупко в Ивенец

В Воложине действует Народное литературно-художественное объединение «Рунь».
В 2023 году постановлением Министерства культуры Республики Беларусь от 30 мая 2023 года № 80 статус нематериальной историко-культурной ценности присвоен элементу «Культура белорусской дуды на Минщине» в аг. Раков, д. Тишковщина. 

## Религия
В Воложинском районе зарегистрирована 20 православных общин, 10 римско-католических, 5 общин христиан веры евангельской (пятидесятников), 2 общины евангельских христиан-баптистов, 1 община старообрядцев. Религиозные общины обслуживаются 21 священником.
По польской переписи населения 1931 года в Воложинском повяте католики составляли 54%, православные 41%, Иудеи 5% населения.

## Достопримечательности
- Костёл Святого Алексея в Ивенецг. Воложин

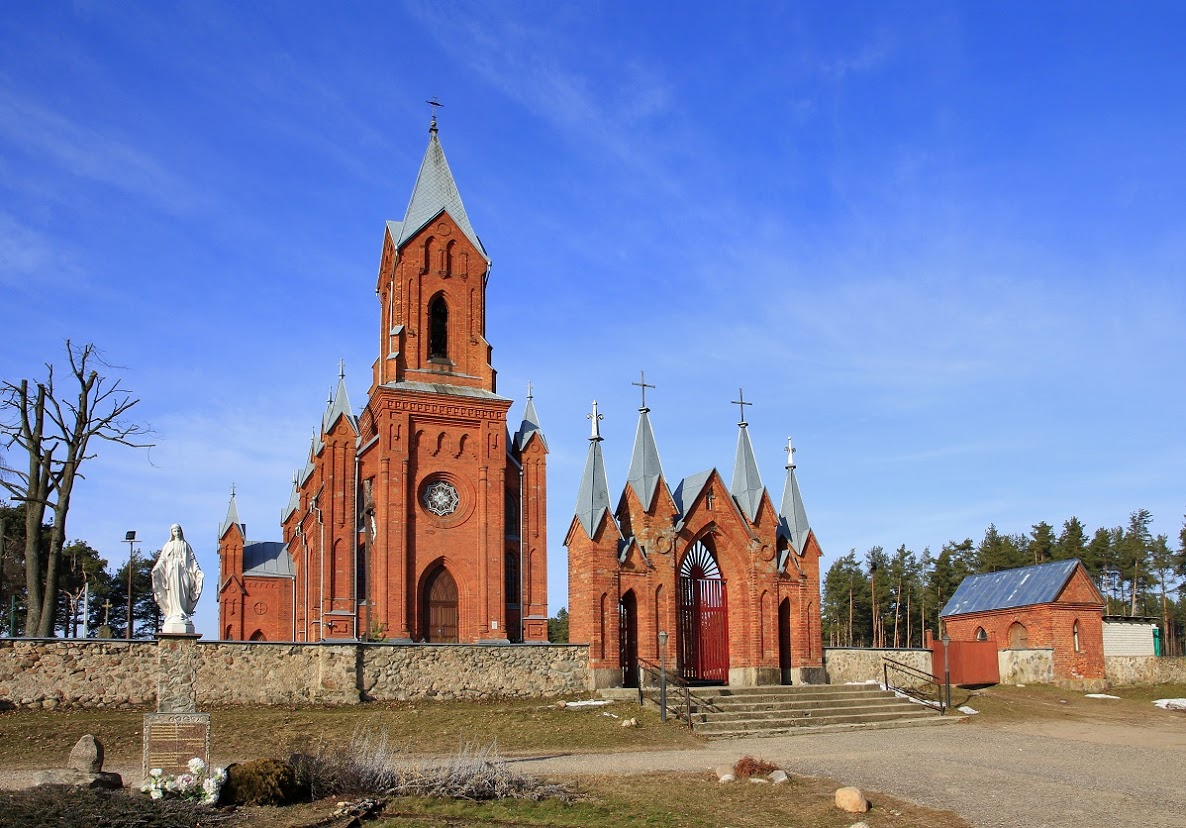
Костёл Святого Алексея в Ивенец

  - Дворцовый ансамбль графа И. Тышкевича. Построен по проекту архитектора А. Косаковского в 1782—1806 годах. Памятник архитектуры классицизма.
  - Костёл святого Юзэфа, построенный в стиле классицизма в 1816 году.
  - Церковь святых Елены и Константина, построенная в стиле деревянного зодчества в 1866 году.
  - Воложинская иешива. Построена в 1866—1867 годах по образцу сгоревшей в 1865 году.
- г. п. Ивенец
  - Костёл Святого Михаила Архангела ("Белый костёл") и монастырь францисканцев. Построен в 1702−1705 годах из кирпича под руководством местного мастера А. Чаховича. Памятник архитектуры барокко.
  - Костёл Святого Алексея ("Красный костёл"). Построен в 1905—1907 годах в стиле неоготики.
  - С 1997 года строится православная Свято-Ефросиниевская церковь в неовизантийском стиле.
- Храм св. Михаила Архангела в Богдановод. Богданово

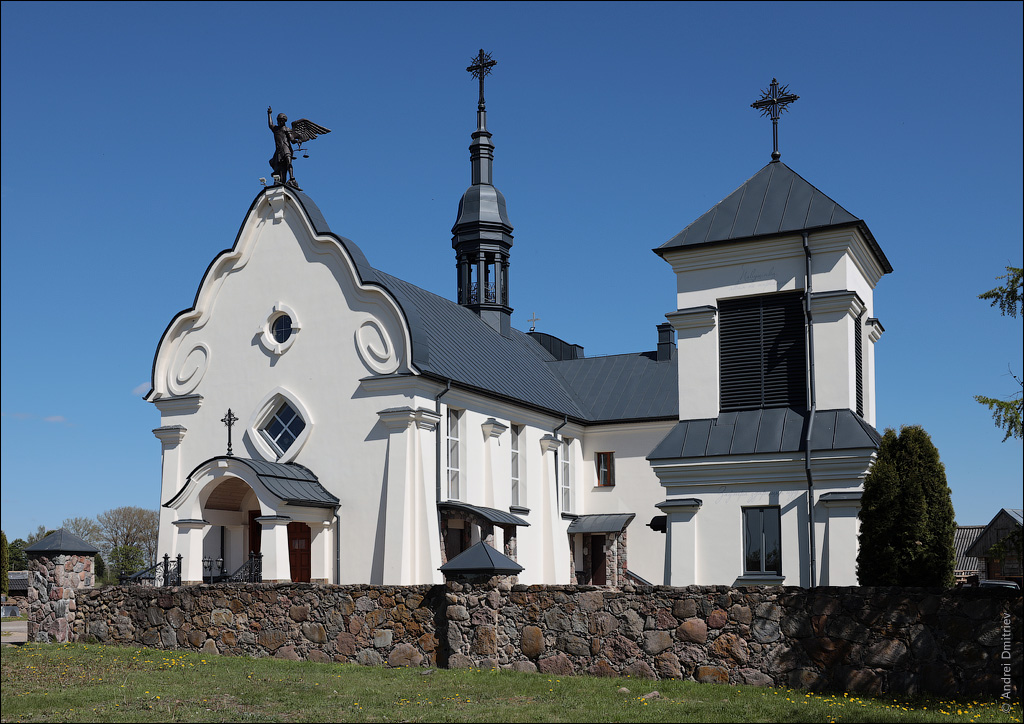
Храм св. Михаила Архангела в Богданово

  - Могила художника, графика, театрального декоратора и педагога Фердинанда Эдуардовича Рушчица (1870—1936). Родился в имении Богданово. Ученик художников И. Шишкина и А. Куинджи
  - Храм св. Михаила Архангела
- аг. Вишнево
  - Католический костёл Пресвятой Девы Марии, построенный в 1637—1641 годах, и достроенный двухшпилевым главным фасадом. Костёл расписан Фердинандом Рущицем.
  - Храм святых бессребреников Космы и Дамиана
  - На местном кладбище похоронены Констанция Буйло и Петр Битель.
  - На территории Воложинского района 2 августа 1923 года родился ныне старейший политик и Президент Израиля (2007—2014) Шимон Перес
- д. Выгоничи
  - Слева от шоссе Раков-Пережеры в 1987 году установлен мемориальный знак в честь российского декабриста Александра Бестужева-Марлинского, который провел зиму 1823 года у местного помещика Войдевича.
  - Выгоничи — родина белорусско-польского композитора Михаила Грушвицкого.
- Спасо-Преображенская церковь в Раковаг. Доры

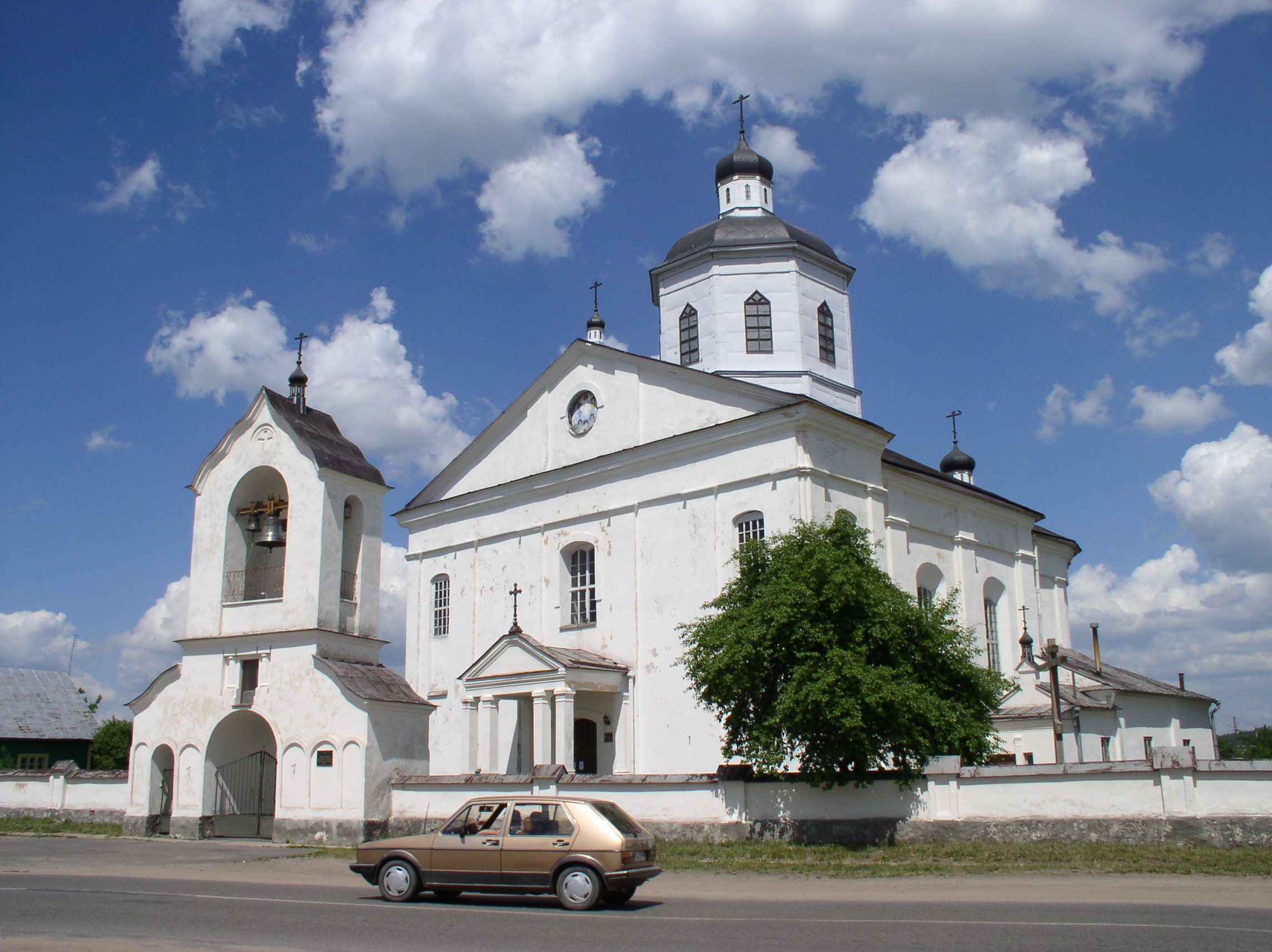
Спасо-Преображенская церковь в Раков

  - Захоронение и мемориальный комплекс в память о 257 мирных жителях (в том числе 146 стариков, женщин и детей) заживо сожженных немецко-фашистскими оккупантами в местной церкви 23 июля 1943 года. В 1961 году установлен памятник, в 1991 году — мемориальный комплекс «Погибших ждут вечно»
  - Храм в честь Покрова Пресвятой Богородицы
- д. Лоск
  - Замковая гора (городище), где располагался Лосский замок
  - Мемориальная доска и школьный музей в честь Симона Будного и типографии XVI века. Здесь в 1574 году напечатан «Новый завет». Предисловие, комментарии и примечания к изданию являются первой попыткой рационалистической критики евангельских книг.
  - Православная церковь Святого Георгия
  - Святой источник и купель, освящённые в честь Святого Пантелеймона Целителя митрополитом Филаретом
- д. Малая Лютинка
  - Здесь с 1840 по 1884 год жил белорусский писатель, драматург, театральный деятель В. Дунин-Марцинкевич, на месте дома установлен памятник с барельефом.
- д. ТупальщинаКатолический храм Св. Юрия в Першаи

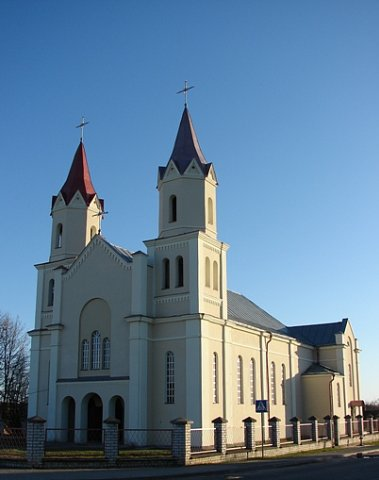
Католический храм Св. Юрия в Першаи

  - На местном кладбище находится могила В. Дунина-Марцинкевича
- аг. Раков
  - Ледниковый конгломерат и песчаник у шоссе Минск — Воложин
  - Древнее Городище
  - Свято-Преображенская церковь, перестроена в 1793 году из униатского собора. Пример архитектуры переходного периода от барокко к классицизму
  - Костёл Богоматери Святого Розария (1904—1906)
  - Католическая часовня Святой Анны с брамой-колокольней
  - Склеп-усыпальница Друцких-Любецких (1920-е)
  - Этнографический музей Феликса Янушкевича
- аг. Першаи
  - Сохранился дом, где прошли детские годы писателя Ш. Ядвигина
  - Католический храм Святого Юрия. Его построил Юрий Радзивил, кардинал, епископ Виленский, затем костёл был перестроен Тышкевичами, которые и дали ему имя.

### Памятники природы, заказники
- «Амилина гора» — геологический памятник природы местного значения
- «Валун прусогорский» — геологический памятник природы местного значения
- «Казинская гора» — геологический памятник природы местного значения
- «Дуб-великан» — ботанический памятник природы местного значения
- «Насаждение старинной усадьбы Андривонж» — ботанический памятник природы местного значения
- «Парк в д. Новый Двор» — ботанический памятник природы местного значения
- «Воложинский родник» — гидрологический памятник природы местного значения
- «Раковский родник» — гидрологический памятник природы местного значения
- «Ивенчик» — заказник местного значения
- «Шаповаловские погорки» — заказник местного значения